# John (opera teatrale)
John è un'opera teatrale della drammaturga statunitense Annie Baker, debuttata a New York nel 2015.

## Trama
Elias e Jenny sono una giovane coppia in crisi che, in viaggio verso Gettysburg, alloggiano nel bed-and-breakfast di Mertis, un'eccentrica signora che ha arredato il soggiorno e sala da pranzo con centinaia di oggettini kitsch. Lo stesso albergo sembra tanto eccentrico quanto la sua proprietaria: strani rumori rieccheggiano di notte, una pianole elettrica suona da sola, lucine si accendono e spengono senza motivo. Elias ha intrapreso il viaggio per i suoi interessi storici, mentre Jenny cerca solo di riconnettersi col compagno: la scoperta di un tradimento da parte della donna ha minato la relazione nel profondo. 
A completare il sinistro quadretto, Genevieve, una stravagante amica di Mertis, si reca in visita: la donna è cieca e, racconta, diventata pazza a causa dell'ex marito, John, che aveva posseduto la sua mente con la magia. Nel corso dei giorni la relazione tra Elias e Jenny si sfilaccia ulteriormente: poco prima di lasciare l'albergo, Elias ordina a Jenny di mostrargli i messaggi che continua a ricevere sul telefono, temendo che la ragazza lo stia tradendo ancora. Al rifiuto di Jenny, Elias se ne va. Rimasta sola con Mertis, Jenny continua a ricevere messaggi e alla fine la proprietaria legge il nome che continua ad apparire sullo smartphone di Jenny: John.

## Produzioni
John debuttò all'Irene Diamond Stage del Pershing Square Signature Center di New York l'11 agosto 2015 e là rimase in cartellone fino al 6 settembre. Sam Gold, storico collaboratore di Annie Baker, curò la regia, mentre il cast comprendeva: Christopher Abbott (Elias), Hong Chau (Jenny), Georgia Engel (Mertis) e Lois Smith (Genevieve). La pièce ottenne recensioni positive, che lodarono soprattutto la scrittura della Baker e la performance della Engel, entrambe premiate con l'Obie Award nel 2016. Il dramma fu anche candidato al Drama Desk Award alla migliore opera teatrale.
La prima europea di John andò in scena al Royal National Theatre di Londra dal 17 gennaio al 3 marzo 2018, con la regia di James Macdonald. Marylouise Burke interpretava Mertis, Tom Mothersdale ricopriva i panni di Elias, Anneika Rose recitava la parte di Jenny e June Watson era Genevieve.